# Гула
Гула (в переводе с шумерского означает «Великая») — богиня врачевания и смерти в шумеро-аккадской мифологии, супруга Нингирсу и Нинурты.
Её называли[кто?] также «Великая врачевательница». Наряду с этим верили, что Гула может насылать и неизлечимые болезни.
Культовым животным Гулы была собака, которую часто изображали рядом с ней.
Отождествлялась[кем?] с богиней Бау (Нинсун, Нинтинугги) и богинями Нининсиной, Нинтинуггой и Нинкаррак.